# Al-Zitiyah
Elzitia (tiếng Ả Rập: الزيتية) là một ngôi làng Syria nằm ở phó huyện Qalaat al-Madiq thuộc huyện al-Suqaylabiyah, Hama. Theo Cục Thống kê Trung ương Syria (CBS), Elzitia có dân số 305 trong cuộc điều tra dân số năm 2004.